# Бугашені
Бугашені (груз. ბუღაშენი) — село в Грузії.
За даними перепису населення 2014 року в селі проживає 460 осіб.